# Arminio (Scarlatti)
Arminio è un'opera in tre atti scritta nel 1703 dal compositore Alessandro Scarlatti, su libretto di Antonio Salvi.

## Storia
L'Arminio è il primo di quattro drammi con musica che Alessandro Scarlatti compose ogni anno tra il 1703 e il 1706 per il teatro della villa di Pratolino, residenza del principe Ferdinando de' Medici, amante della musica. Ad Arminio seguirono Turno Aricino (1704), Lucio Manlio (1705), Il Gran Tamerlano (1706), tutti drammi storici. Le partiture di queste opere sono andate perdute, ad eccezione di alcuni frammenti; di Arminio rimane solo l'aria “Duri lacci voi non siete”, che però si riferisce a una rielaborazione dell'opera per Napoli (Teatro San Bartolomeo, 19 novembre 1714).

## Ruoli
Prima assoluta il 27 settembre 1703 presso il teatro della Villa di Pratolino, residenza di Ferdinando de' Medici.
| Personaggio           | Ruolo                              | Timbro vocale |
| --------------------- | ---------------------------------- | ------------- |
| Arminio               | principe dei Cauci, e dei Cherusci | Contralto     |
| Tusnelda              | sua sposa, figlia di               | Soprano       |
| Segeste               | principe dei Catti, ausiliario di  | Basso         |
| Publio Quintilio Varo | generale dell'armi romane al Reno  | Tenore        |
| Sigismondo            | figlio di Segeste amante di        | Soprano       |
| Ramise                | sorella di Arminio                 | Contralto     |
| Tullio                | capitano di Varo                   | Contralto     |

## Trama
Il testo si ispira agli eventi descritti da Tacito nei suoi Annales e si riferisce alla guerra civile scoppiata ai tempi di Tiberio tra le popolazioni germaniche conquistate dai Romani; sullo sfondo delle due fazioni opposte, una guidata da Arminio, che cercava di resistere con la guerra, e l'altra guidata da Segeste, suocero di Arminio, che preferiva fare pace con i Romani, si svolge la trama del libretto. 
Ovviamente la narrazione storica non è che il supporto di una trama che si basa interamente sui sentimenti contrastanti dei personaggi: Varo, innamorato di Tusnelda, spera di uccidere Arminio per conquistare l'amata; quest'ultima, nel desiderio di difendere Arminio, è divisa tra l'amore per il marito e la lealtà filiale; Segeste è turbato dall'ordine che ha ricevuto da Varo di uccidere Arminio, l'uomo che sua figlia ama. L'amore tra Ramise e Sigismondo è altrettanto conflittuale, entrambi sono combattuti tra i loro sentimenti e il loro dovere verso lo stato.
Alla fine l'armonia trionfa grazie alla lealtà, alla magnanimità e al senso di giustizia del protagonista, che perdona Segeste.